# Гайдамацька Балка
Гайдама́цька Ба́лка  — ботанічний заказник загальнодержавного значення в Україні. Розташований у межах Тростянецького району Вінницької області, на південь від села Ободівка. 
Площа 1217 га. Створений у 1989 році. Перебуває у віданні ДП «Бершадське лісове господарство» (Цибулівське л-во кв. 28-38, 43-49, 55-58). 
Заказник створено з метою збереження у природному стані типових для Придністров'я дубово-ясеневих і дубово-грабових насаджень, де в трав'яному покриві зростають види рослин, що занесені до Червоної книги України, зокрема скополія карніолійська, цибуля ведмежа, лілія лісова, любка дволиста, гніздівка звичайна, коручка широколиста тощо.

## Галерея

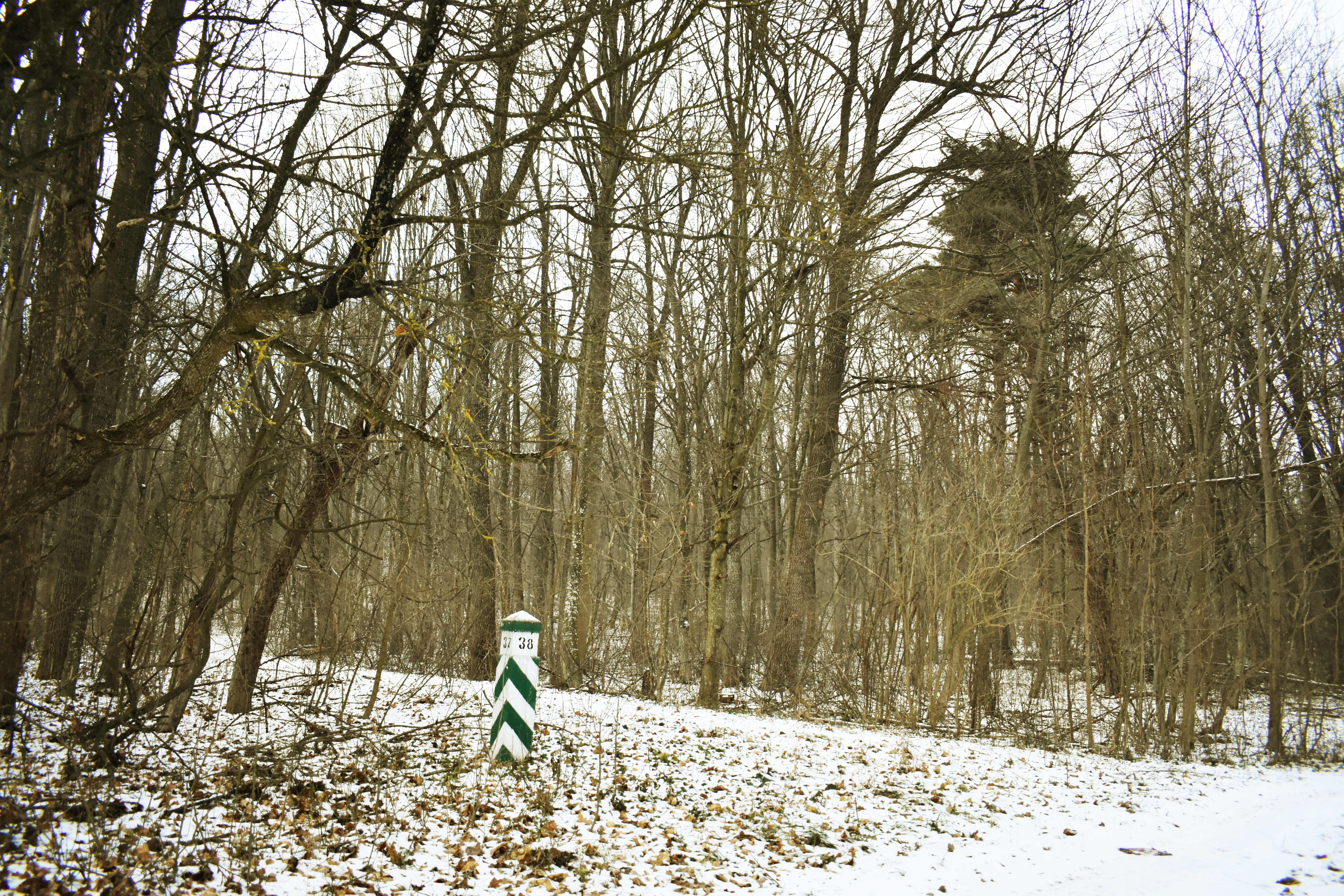
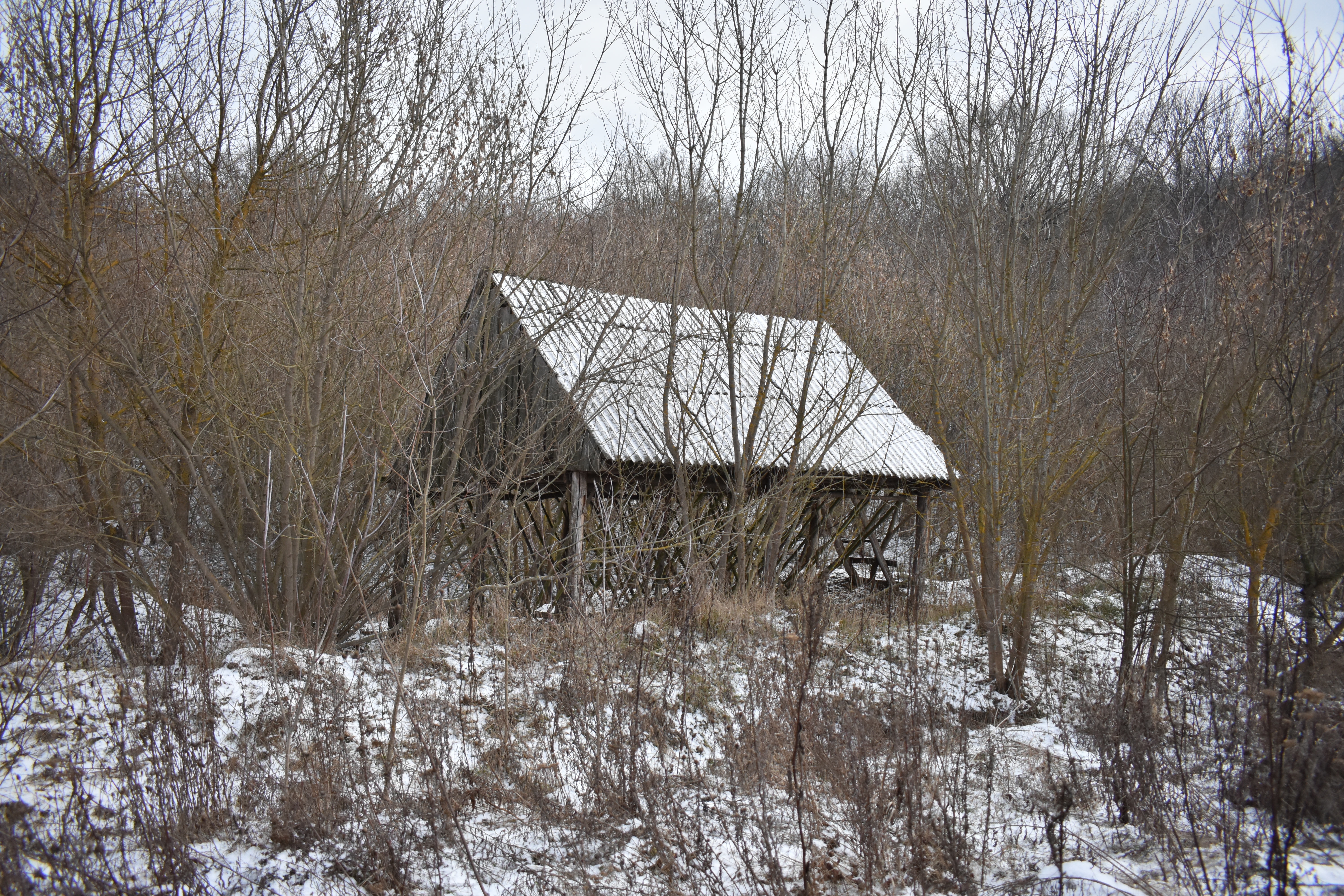
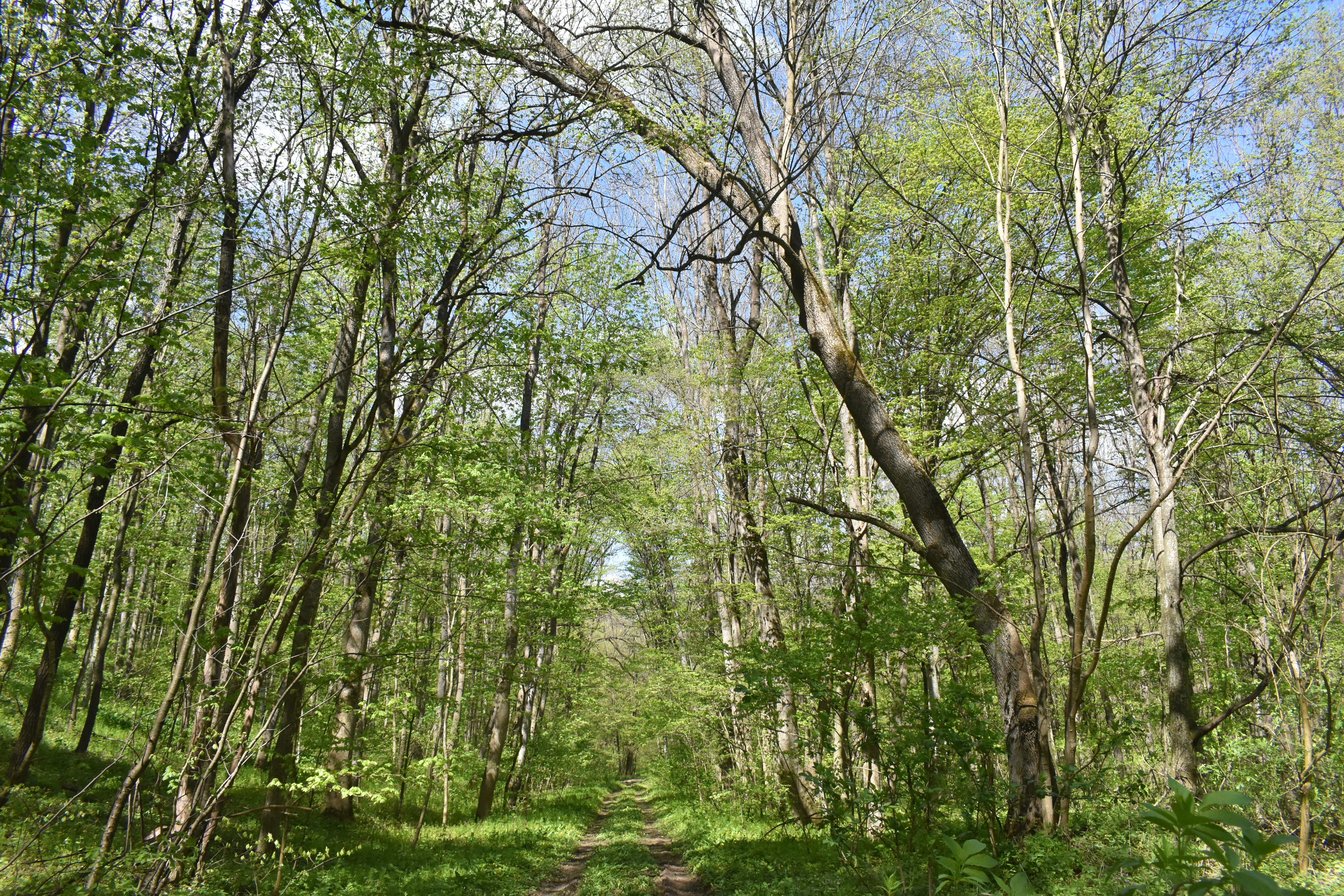
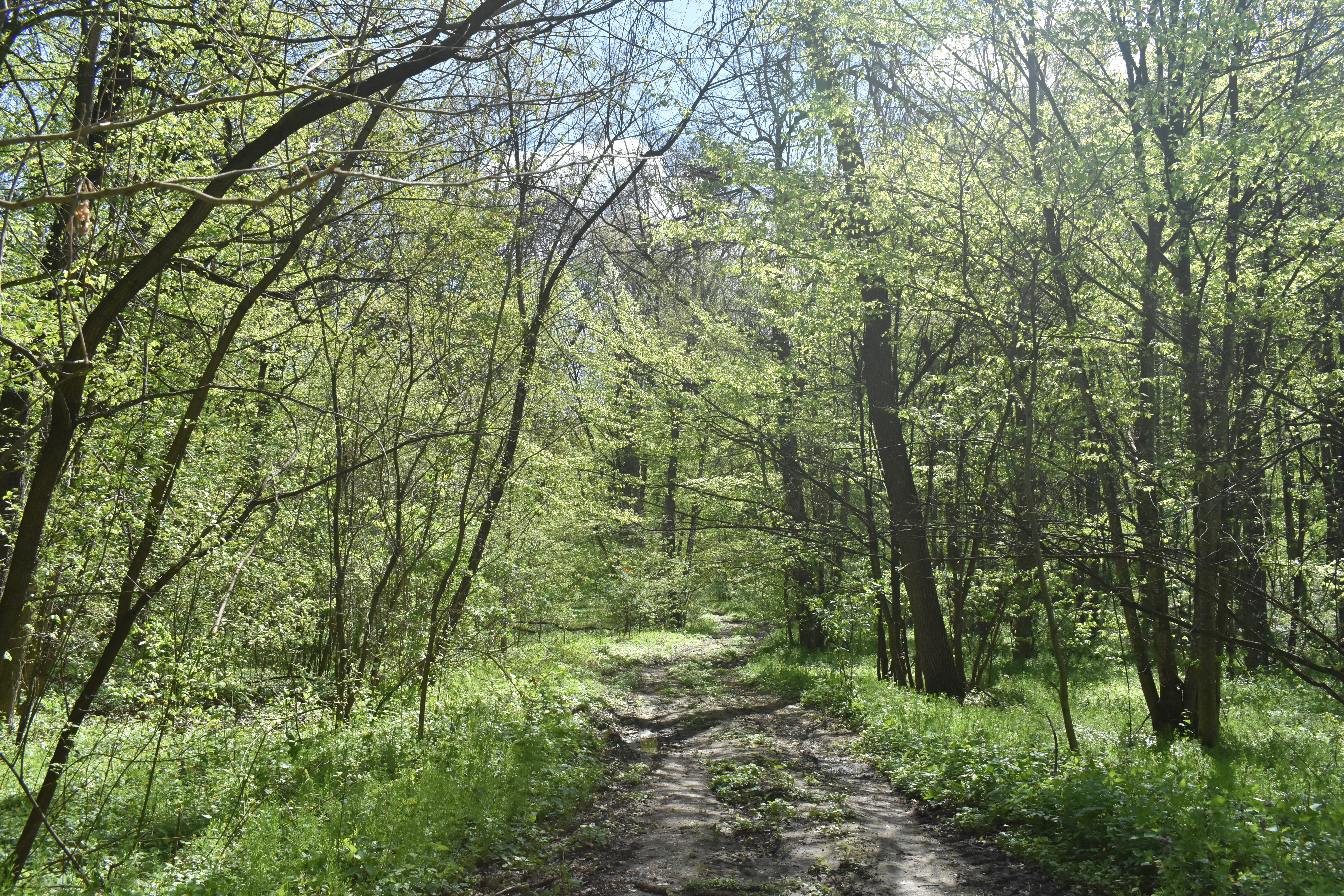
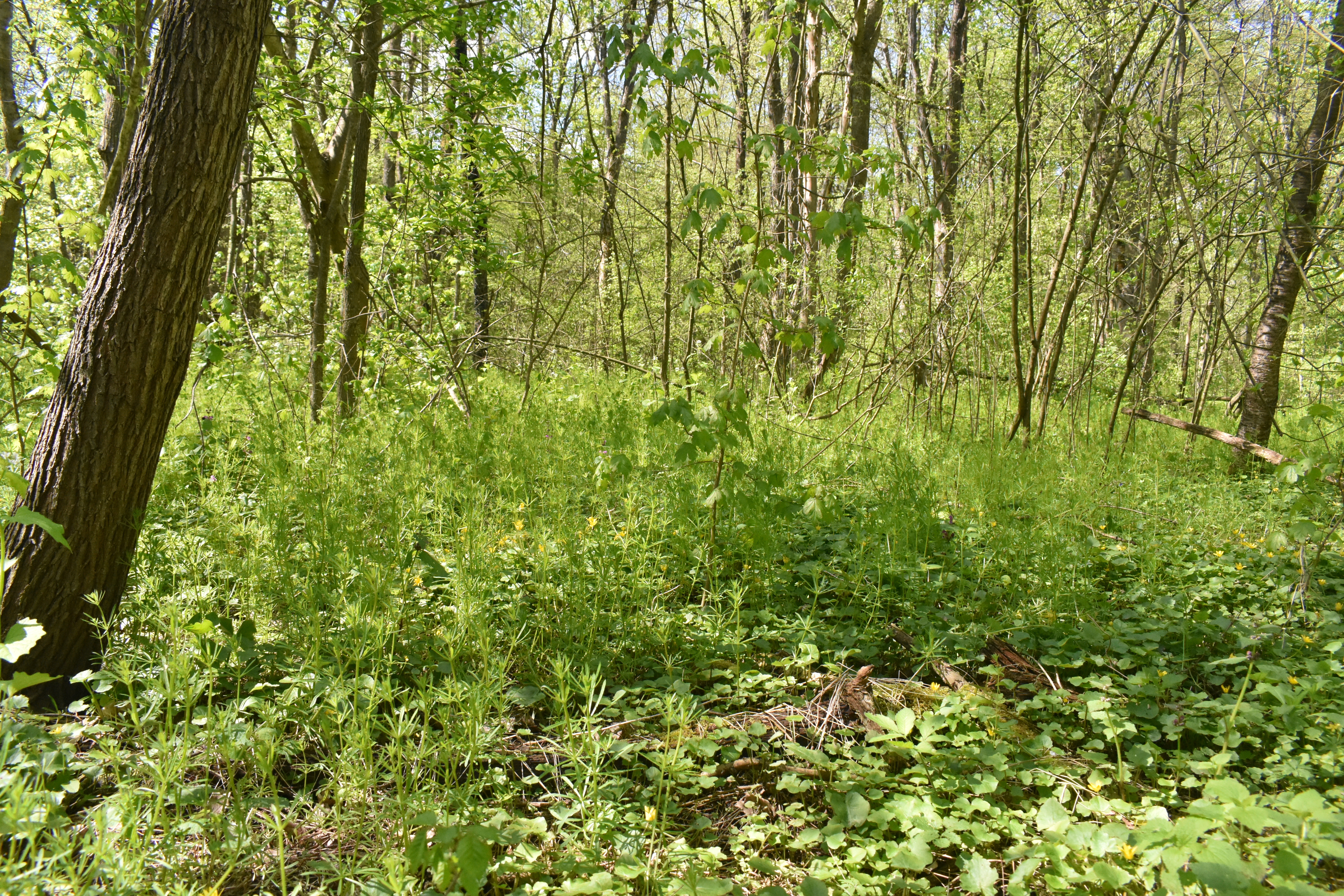
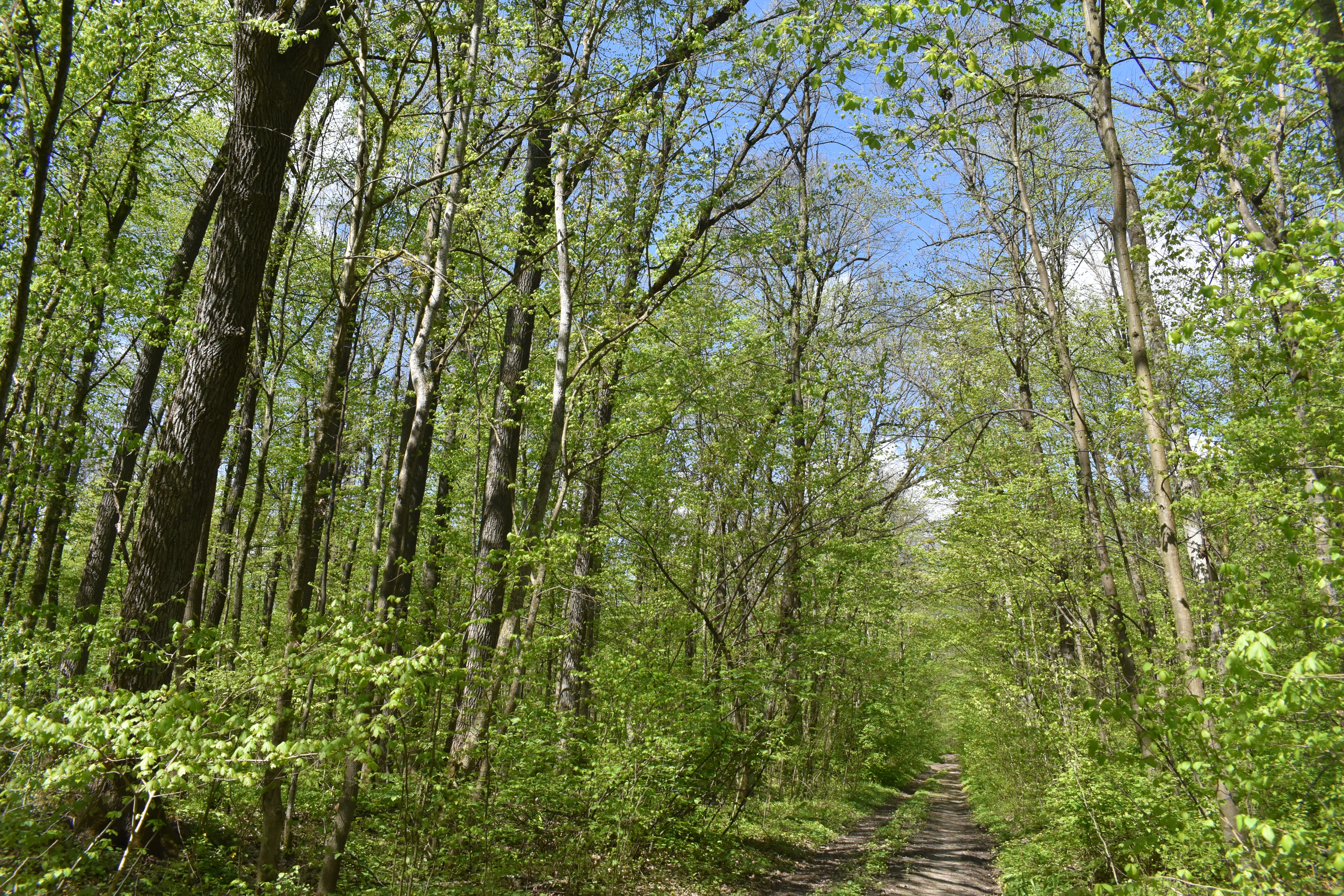
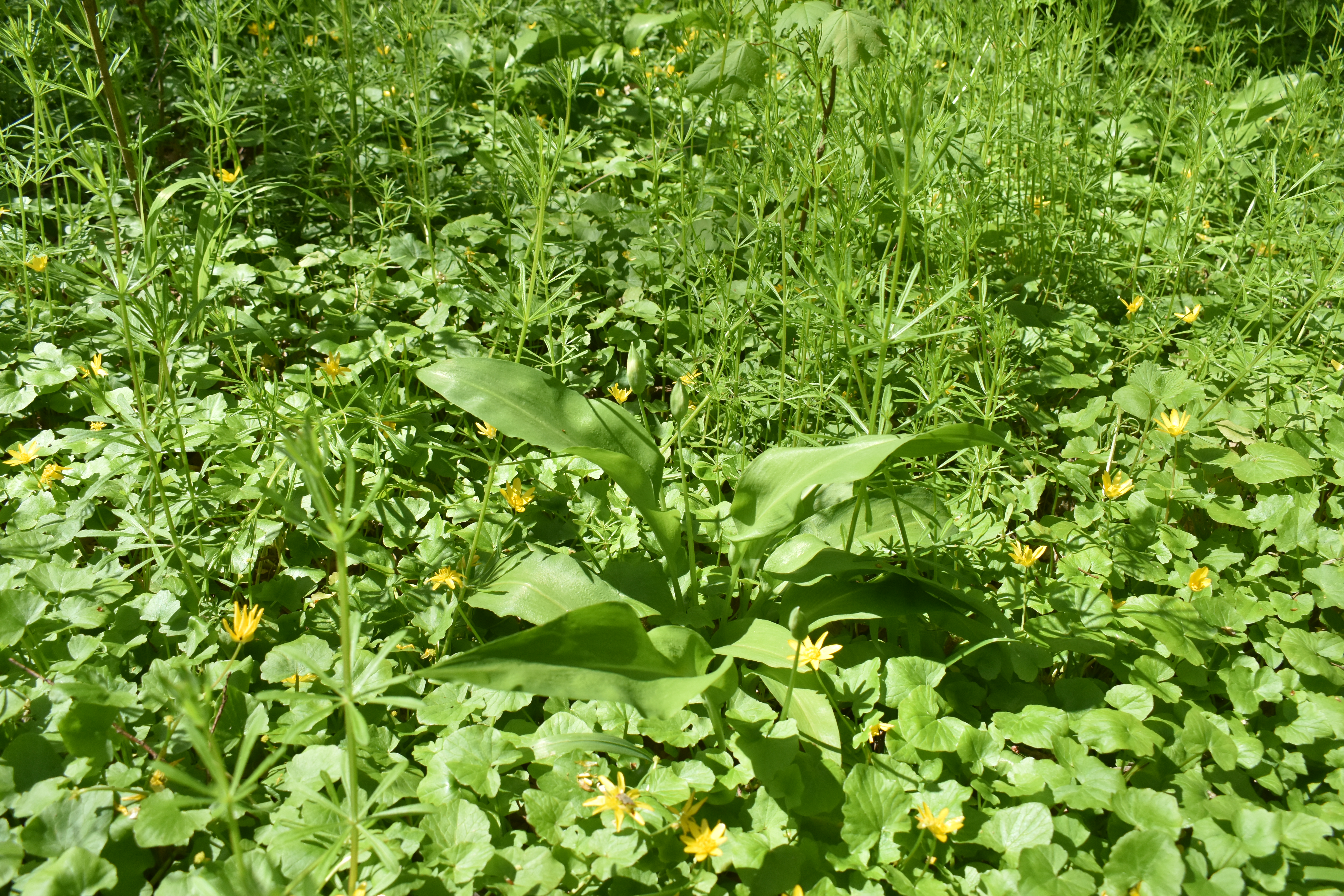
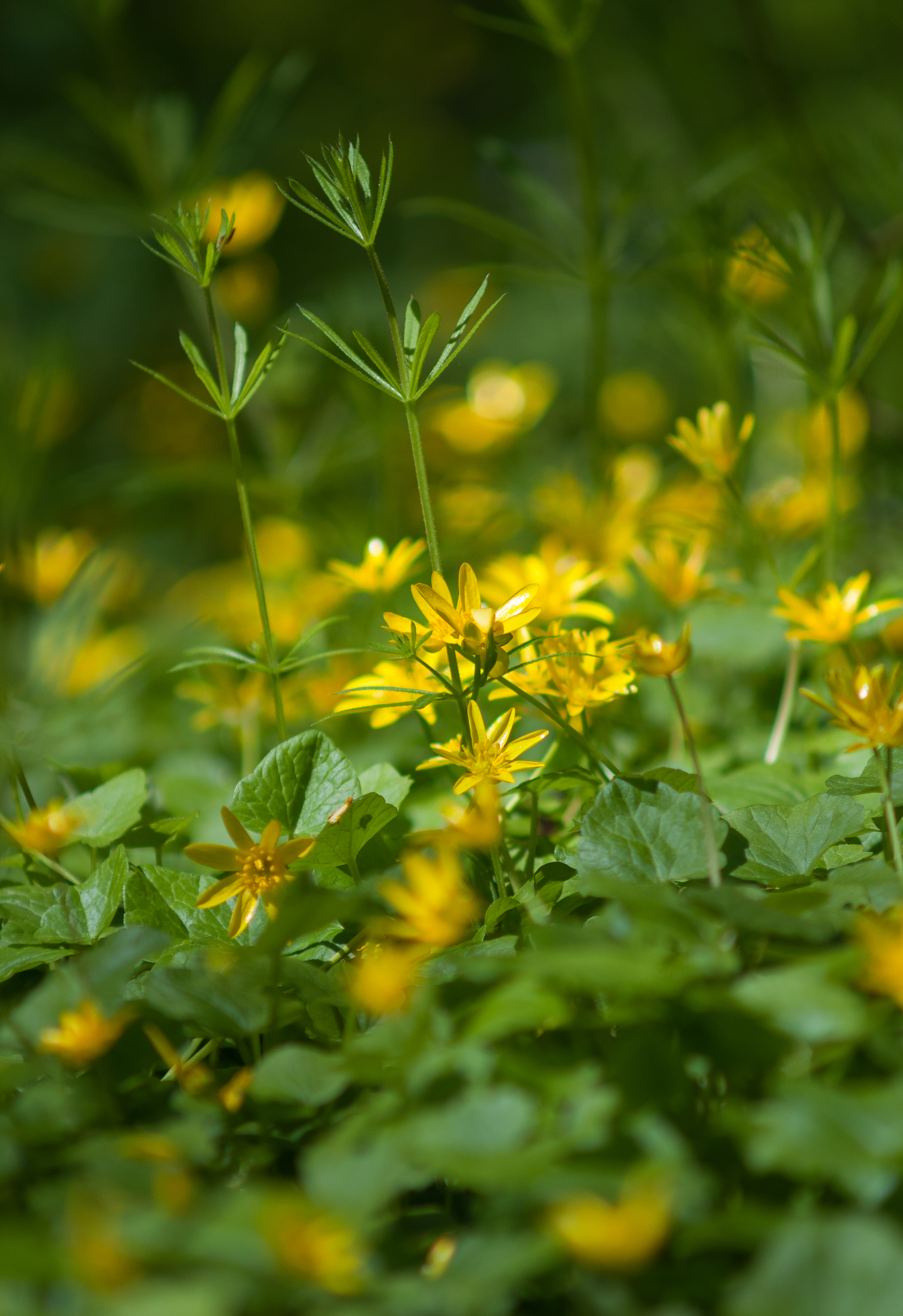
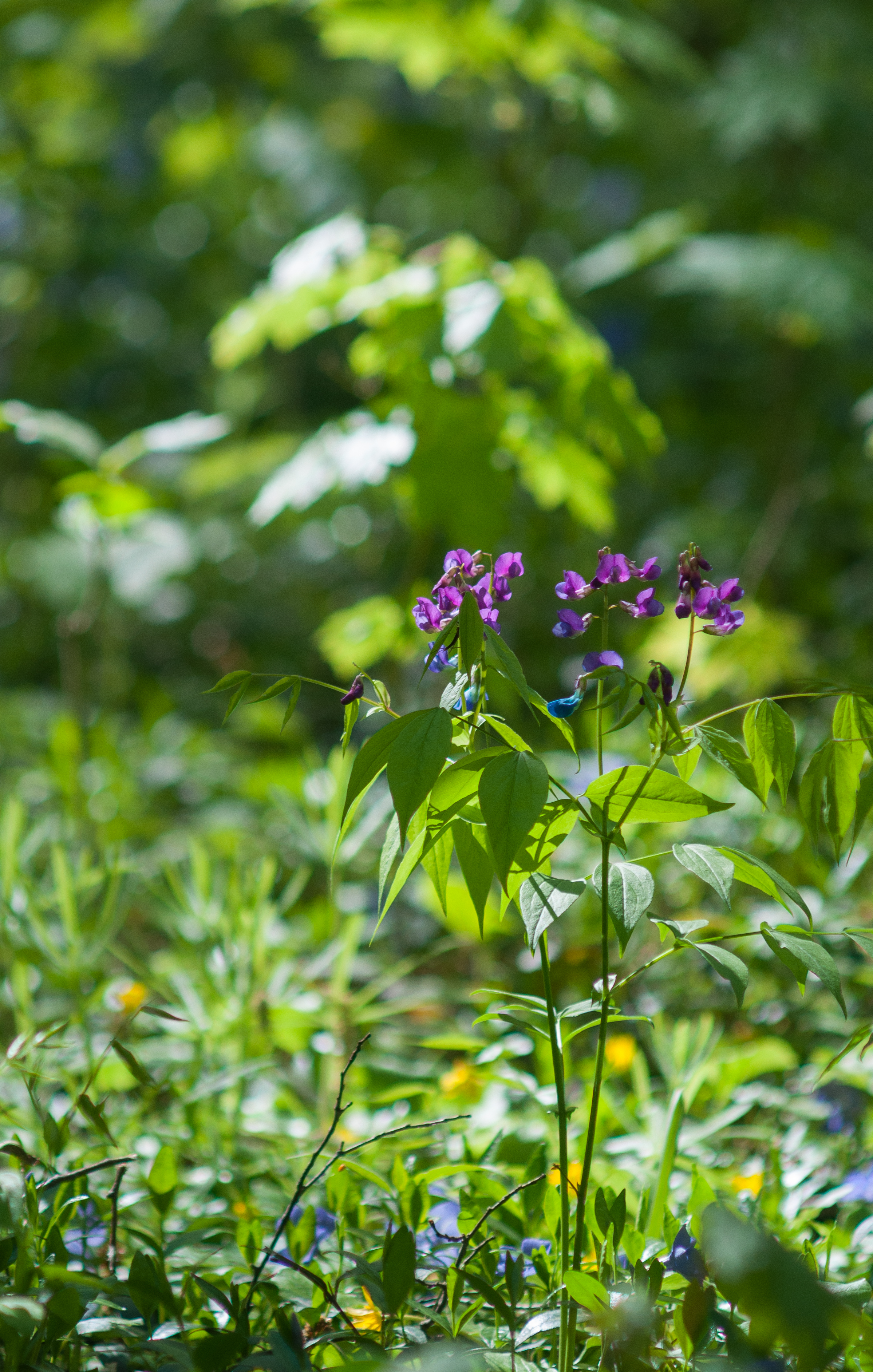
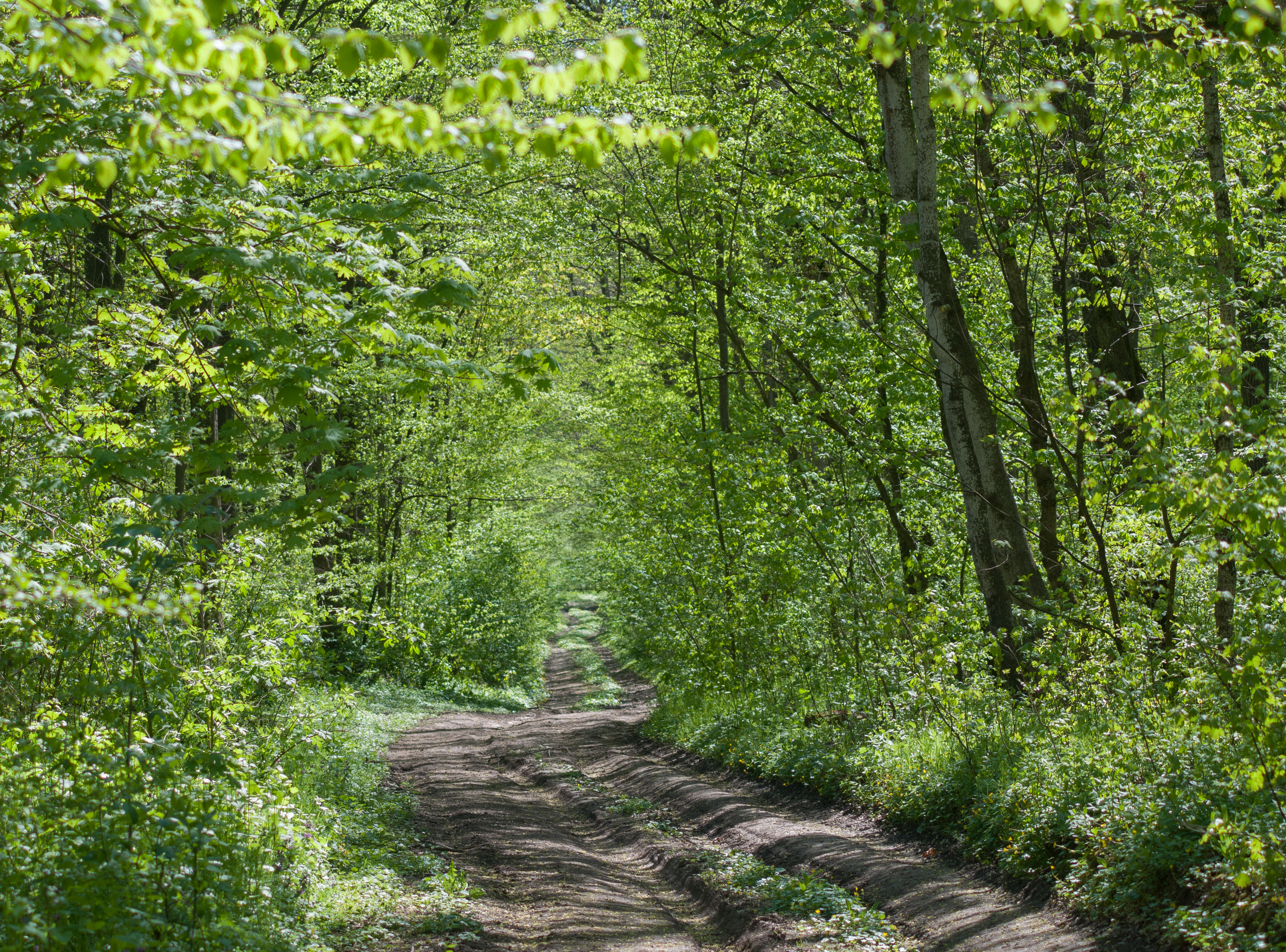
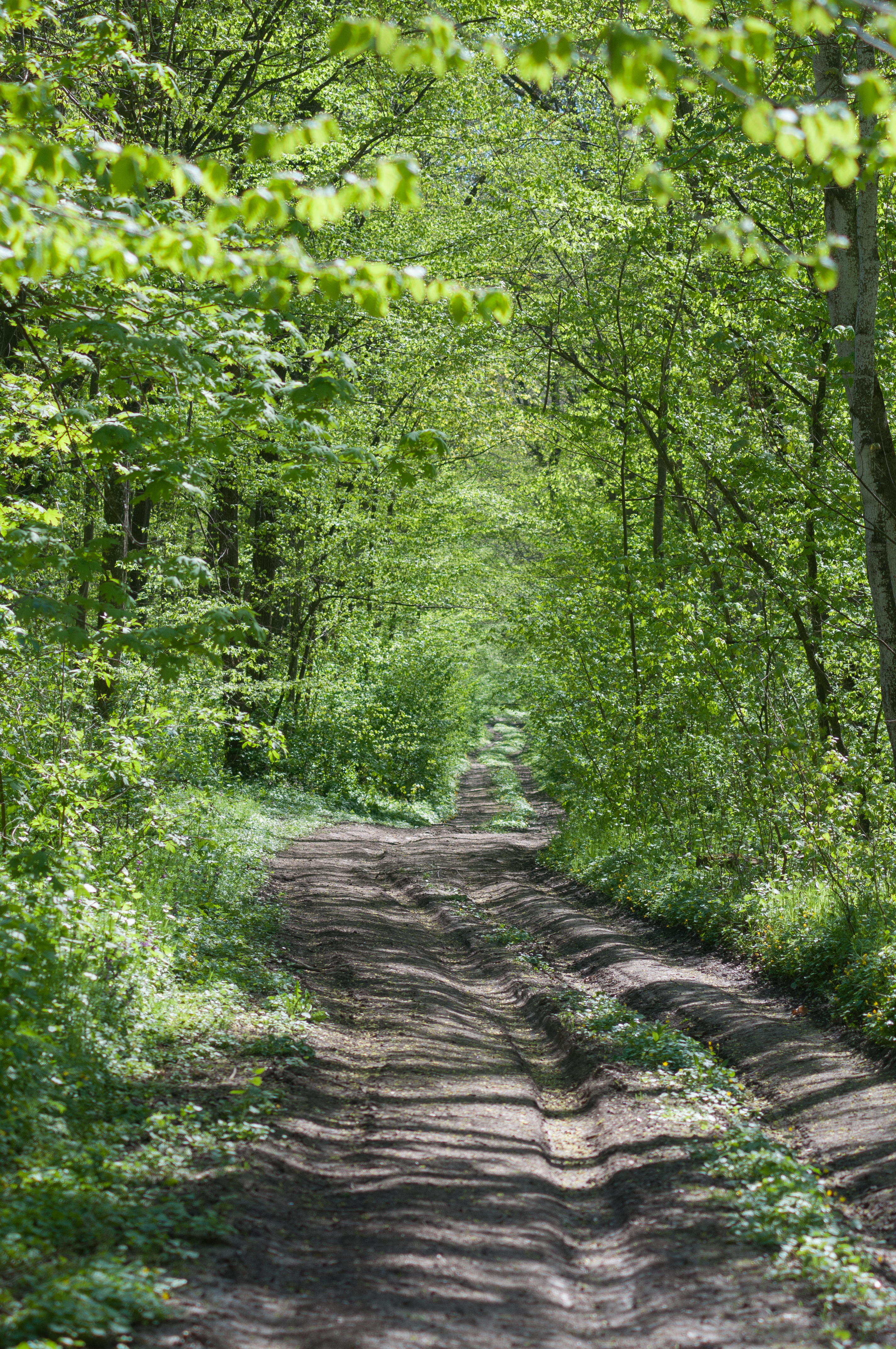